# 加爾萬 (多明尼加)
加爾萬（西班牙語：Galván），是多明尼加共和國的城鎮，位於該國西南部，由巴奧魯可省負責管轄，面積214.66平方公里，2012年人口15,869，人口密度每平方公里74人。